# Vuelo 143 de Philippine Airlines
El vuelo 143 de Líneas Aéreas Filipinas (PR143) fue un vuelo doméstico desde el aeropuerto de Manila Ninoy Aquino, Manila, Filipinas al aeropuerto Mandurriao, Ciudad de Iloilo. El 11 de mayo de 1990, en el aeropuerto de Manila Ninoy Aquino el Boeing 737-300 (C/N 24466, MSN 1771) asignado a la ruta sufrió una explosión en el tanque de combustible central y fue consumido por el fuego en menos de cuatro minutos.

## Accidente
La temperatura del aire había sido elevada en el momento del accidente, sobre 35 grados Celsius (95,0 °F), mientras el Boeing 737-300 estuvo estacionado en Manila. Los aparatos de aire acondicionado, localizados junto al tanque de combustible central del 737 habían estado funcionando en tierra antes del retroceso (aproximadamente 30 a 45 minutos). El tanque de combustible central, que no había sido rellenado desde el 9 de marzo de 1990, probablemente contenía vapores de combustible. Poco después del retroceso una potente explosión empujó el suelo de la cabina violentamente hacia arriba. Los tanques de las alas se fracturaron, provocando que el avión se viese envuelto en llamas.
La mayoría de los 113 pasajeros y seis tripulantes fueron capaces de huir a través de las rampas de emergencia, que habían sido desplegada tras la deflagración.
Varios pasajeros informaron de al menos tres explosiones en el avión, y Óscar Alejandro, entonces director de la Oficina de Transporte Aéreo de Filipinas, confirmó que los motores no estaban encendidos en el momento de las deflagraciones.
Se creía que los gases prendieron por culpa de cableado dañado, ya que no se encontraron bombas, dispositivos incendiarios o detonadores en la escena. La aerolínea había montado luces de logotras la entrega del avión lo que requirió pasar cables adicionales a través de los tanques de combustible. La NTSB recomendó a la FAA publicar una directiva de aeronavegabilidad requiriendo inspecciones de la bomba de combustible, conexiones vaciado cableado duplicado al haberse detectado un desgaste en el aparato. La FAA declinó publicar la directiva de aeronavegabilidad.

## Bajas
Hubo ocho fallecidos entre los 120 pasajeros y tripulantes que había a bordo en el momento de la deflagración en el Aeropuerto Internacional Ninoy Aquino.
Entre los fallecidos estaban seis adultos y dos niños, mientras que 82 personas fueron atendidas por inhalación de humo y otras lesiones en la clínica del aeropuerto. No se registraron heridos ni muertos tras la explosión en tierra.